# Hôtel Intercontinental de Kaboul
L'hôtel Intercontinental de Kaboul est un hôtel cinq étoiles situé dans le quartier de Karte Parwan (en) dans l'ouest de Kaboul, en Afghanistan. Il est le premier hôtel de luxe international du pays, l'un des plus visités par les étrangers depuis son ouverture en 1969, construit à proximité du palais Bagh-e Bala (en). L'hôtel est actuellement fermé depuis le 31 août 2021 en raison de la chute de Kaboul.

## Historique

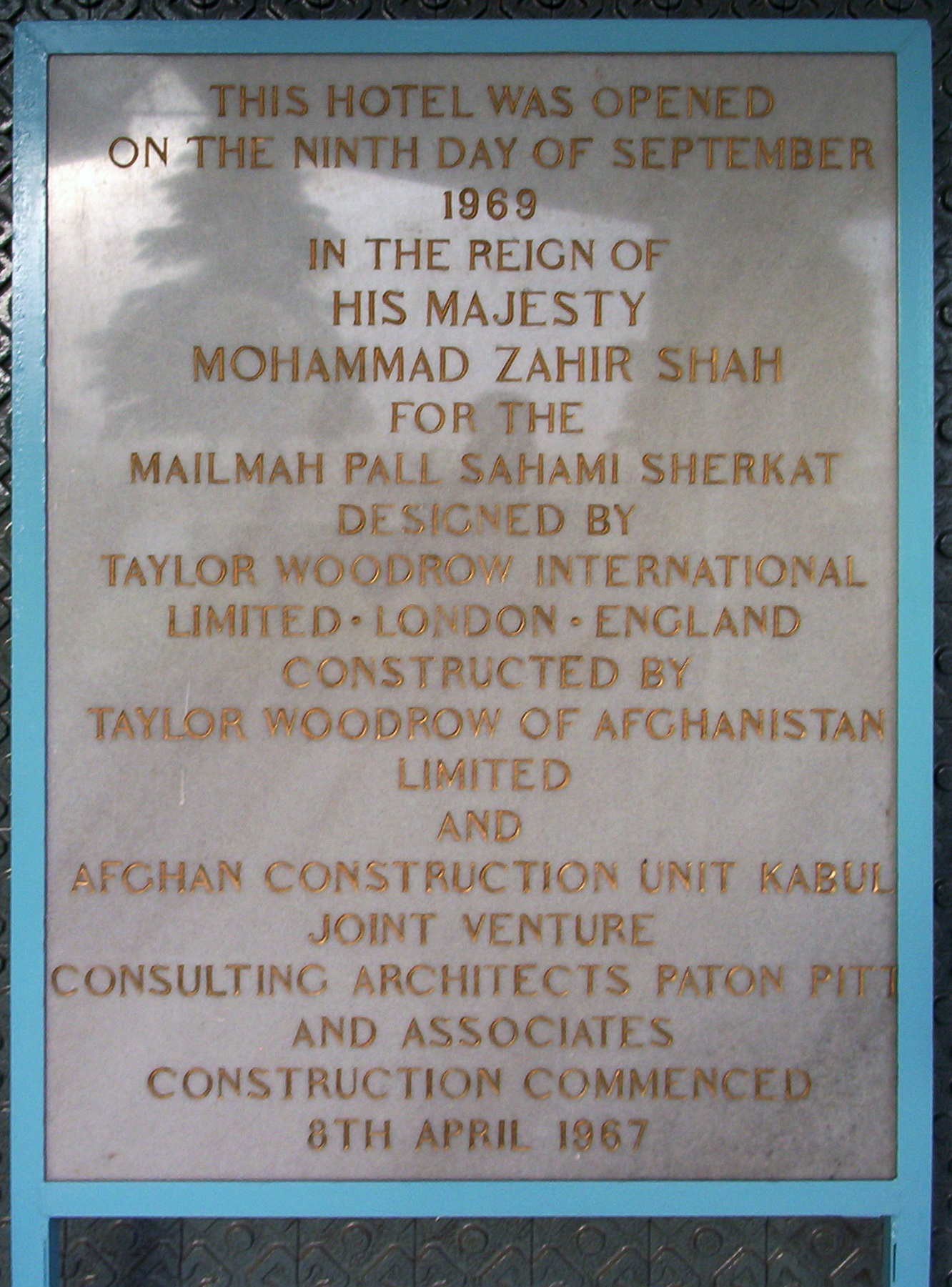
La plaque inaugurale de l'hôtel

La construction de l'hôtel commence en avril 1967. Il ouvre ses portes le 9 septembre 1969. Bien qu'à l'origine développé par « InterContinental Hotels Group » et construit par « Taylor Woodrow (en) », l'Intercontinental de Kaboul n'a aucune association avec l'« InterContinental Hotels Group » depuis 1980 à la suite de l'intervention soviétique en Afghanistan. Malgré cela, il continue d'utiliser le nom et le logo sans lien avec la société mère.
Au cours de la guerre civile des années 1990, il commence à subir des dommages dus à la guerre de rue menée par les miliciens. En 1996, seules 85 des 200 chambres de l'hôtel sont habitables en raison des dommages causés par les roquettes et les obus. Il est largement utilisé par les journalistes occidentaux lors de l'intervention américaine en Afghanistan en 2001, car il est le seul hôtel de grande taille encore en activité dans la capitale à l'époque.
En 2003, la piscine de l'hôtel n'a pas d'eau et la salle de gym manque de tout son mobilier. L'hôtel subit plusieurs coupures de courant par jour. Il y a encore des impacts de balles dans tout le bâtiment, y compris dans les fenêtres du restaurant au premier étage. Le mobilier des chambres est simple mais propre. En février 2003, un agent du renseignement britannique nommé Colin Berry, qui est impliqué dans la récupération de missiles sol-air et d'autres opérations secrètes, est impliqué dans une fusillade dans l'hôtel au cours de laquelle deux Afghans sont tués.
L'hôtel subit une rénovation d'un montant de 25 millions de dollars financée par une société basée à Dubaï. Les chambres sont décorées et équipées selon les standards internationaux. Il dispose d'un cybercafé situé au sous-sol. Le système téléphonique est toujours exploité par son ancien standard manuel d'origine, fabriqué par Siemens.
De 2005 à 2007, la suite présidentielle du dernier étage est convertie et utilisée comme espace de bureau par le Conseil de Senlis, un groupe de défense des droits européens, depuis rebaptisé Conseil international sur la sécurité et le développement (en) (ICOS). Tout le personnel de l'organisation est logé à l'hôtel.

### Attaque de 2011
Le 28 juin 2011, l'hôtel subit une attaque par des kamikazes armés suivie d'un siège de cinq heures,,. L'attaque fait au moins 21 morts, dont les neuf assaillants,. La responsabilité est revendiquée par les talibans.

### Attaque de 2018
Le 20 janvier 2018, un groupe de quatre ou cinq hommes armés attaque l'hôtel, déclenchant une bataille de 12 heures. L'attaque fait au moins 42 morts et plus de 14 autres blessés.